# 21520 Діанаегарт
21520 Діанаегарт (21520 Dianaeheart) — астероїд головного поясу, відкритий 23 травня 1998 року.
Тіссеранів параметр щодо Юпітера — 3,242.